# Melinda Kinnaman
Melinda Rosalie Kinnaman (Stockholm, 9 november 1971) is een Zweedse actrice.

## Biografie
Kinnaman werd geboren in Stockholm als dochter van Amerikaanse ouders, en is halfzus van acteur Joel. Het acteren leerde zij van 1991 tot en met 1994 aan de Swedish National Academy of Mime and Acting (Zweeds: Teaterhögskolan i Stockholm) en sindsdien is zij lid van het theatergezelschap van het Kungliga Dramatiska Teatern in Stockholm. Hier heeft zij gespeeld in onder andere The Taming of the Shrew, Woyzeck, The Merchant of Venice en Huis clos. Naast Zweeds spreekt zij ook vloeiend Engels en is woonachtig in zowel Zweden als Amerika.
Kinnaman begon in 1985 als jeugdactrice met acteren voor televisie in de film Mitt liv som hund, waarna zij nog meerdere rollen speelde in films en televisieseries. Met deze rol won zij in 1988 een Young Artist Award in de categorie Beste Jeugdige Actrice in een Buitenlandse Film.
In 2014 ontving Kinnaman de Zweedse koninklijke onderscheiding Litteris et Artibus.

## Filmografie

### Films
Uitgezonderd korte films.
- 2021 Bergman Island - als Berit
- 2021 Apstjärnan - als Gerd
- 2020 De forbandede år - als Veronika
- 2017 Gordon & Paddy - als Paddy (stem)
- 2012 Odjuret - als Mariana Hermansson
- 2003 Norrmalmstorg - als Kicki
- 2002 Hus i helvete - als Minoo
- 1999 Mary, Mother of Jesus - als jonge Mary
- 1998 Personkrets 3:1 - als Sanna
- 1997 Slutspel - als Johanna
- 1996 Ett sorts Hades - als Marie
- 1996 Ellinors bröllop - als Maria
- 1992 Söndagsbarn - als blind meisje
- 1989 Vägen hem - als Maja
- 1989 Vildanden - als Hedvig Ekdahl
- 1988 En far - als Bertha
- 1988 Vargens tid - als Isis
- 1986 Ormens väg på hälleberget - als Eva als kind
- 1985 Mitt liv som hund - als Saga

### Televisieseries
Uitgezonderd eenmalige gastrollen.
- 2022 Nattryttarna - als Katarina - 8 afl.
- 2019 Den inre cirkeln - als Astrid Pahlawi - 8 afl.
- 2015-2017 Modus - als Inger Johanne Vik - 16 afl.
- 2015 The Bridge - als Anna - 3 afl.
- 2008 Häxdansen - als Nadja - 6 afl.
- 2004-2006 Ørnen: En krimi-odyssé - als Frida Evander - 8 afl.
- 2003 Mannen som log - als Kristina Harderberg - 2 afl.
- 1995-1997 Radioskugga - als Vanja - 2 afl.

- Bibsys: 4000307
- Gemeinsame Normdatei: 1125044314
- International Standard Name Identifier: 0000 0003 6382 0404
- Library of Congress Control Number: no00090513
- Nationale Bibliotheek van Israël: 987007423686905171
- Nederlandse Thesaurus van Auteursnamen: 400653915
- Virtual International Authority File: 90149294088280520691
- WorldCat: E39PBJh4y9GWKC7Rrvh4KyqJDq